# Monty Alexander
Monty Alexander (Montgomery Bernand Alexander, Kingston, Jamaica, 6 de juny de 1944 és un pianista de jazz, que també toca la melòdica. La seva manera de tocar té una forta influència de la música del Carib i del swing. Entre les seves principals influències es troben els músics de la talla d'Art Tatum, Oscar Peterson, Wynton Kelly i Ahmad Jamal, entre d'altres.

## Biografia
Alexander va descobrir el piano a l'edat de cinc anys, i va començar a fer classes de música clàssica quan en tenia sis. Als catorze anys ja tocava en clubs nocturns de Jamaica amb la seva banda Monty and the Cyclones. A finals de la dècada de 1950, aconseguí una gran notorietat a Jamaica a pesar de la seva curta edat. En aquests anys va viatjar als Estats Units i va tocar per primera vegada amb l'orquestra d'Art Money. Al cap de poc ja acompanyava a cantants destacats i músics de primera categoria com Dizzy Gillespie, Toots Thielemans, Duke Ellington, Quincy Jones, Frank Sinatra o Jimmy Smith. Amb Milt Jackson va establir una amistat entranyable que va durar fins a la mort del vibrafonista, fundador del The Modern Jazz Quartet, el 1999.
El seu estil destaca per la fusió entre les arrels jamaicanes i el jazz clàssic estatunidenc. Les seves influències més notòries són Oscar Peterson, Gene Harris i Nat King Cole.
La seva publicació més popular fou com pianista en el disc Unforgettable, de Natalie Cole, al qual es rendeix homenatge al cantant Nat King Cole i que va estar primer a la llista d'èxits de Billboard el 1991.

## Discografia destacada
| Any  | Títol                          | Segell       |
| ---- | ------------------------------ | ------------ |
| 1967 | Zing!                          | BASF         |
| 1971 | Here Comes the Sun             | Black Saint  |
| 1974 | Now Is the Time                | Pausa        |
| 1978 | Jamento: The Monty Alexander 7 | Pablo/OJC    |
| 1979 | Monty Alexander in Tokyo       | Pablo        |
| 1980 | Ivory & Steel                  | Concord Jazz |
| 1980 | So What?                       | Black & Blue |
| 1982 | Triple Treat, Vol. 1           | Concord Jazz |
| 1987 | Triple Treat, Vol. 2           | Concord Jazz |
| 1987 | Triple Treat, Vol. 3           | Concord Jazz |
| 1992 | Caribbean Circle               | Verve        |
| 1996 | Echoes of Jilly's              | Concord Jazz |
| 2000 | Monty Meets Sly & Robbie       | Telarc       |